# SN 2000co
SN 2000co – supernowa typu II odkryta 2 czerwca 2000 roku w galaktyce M+07-33-17. W momencie odkrycia miała maksymalną jasność 19,20m.